# Gabriel Aeppli
Gabriel Aeppli (* 25. November 1956 in Zürich) ist ein schweizerisch-US-amerikanischer Festkörperphysiker.

## Leben

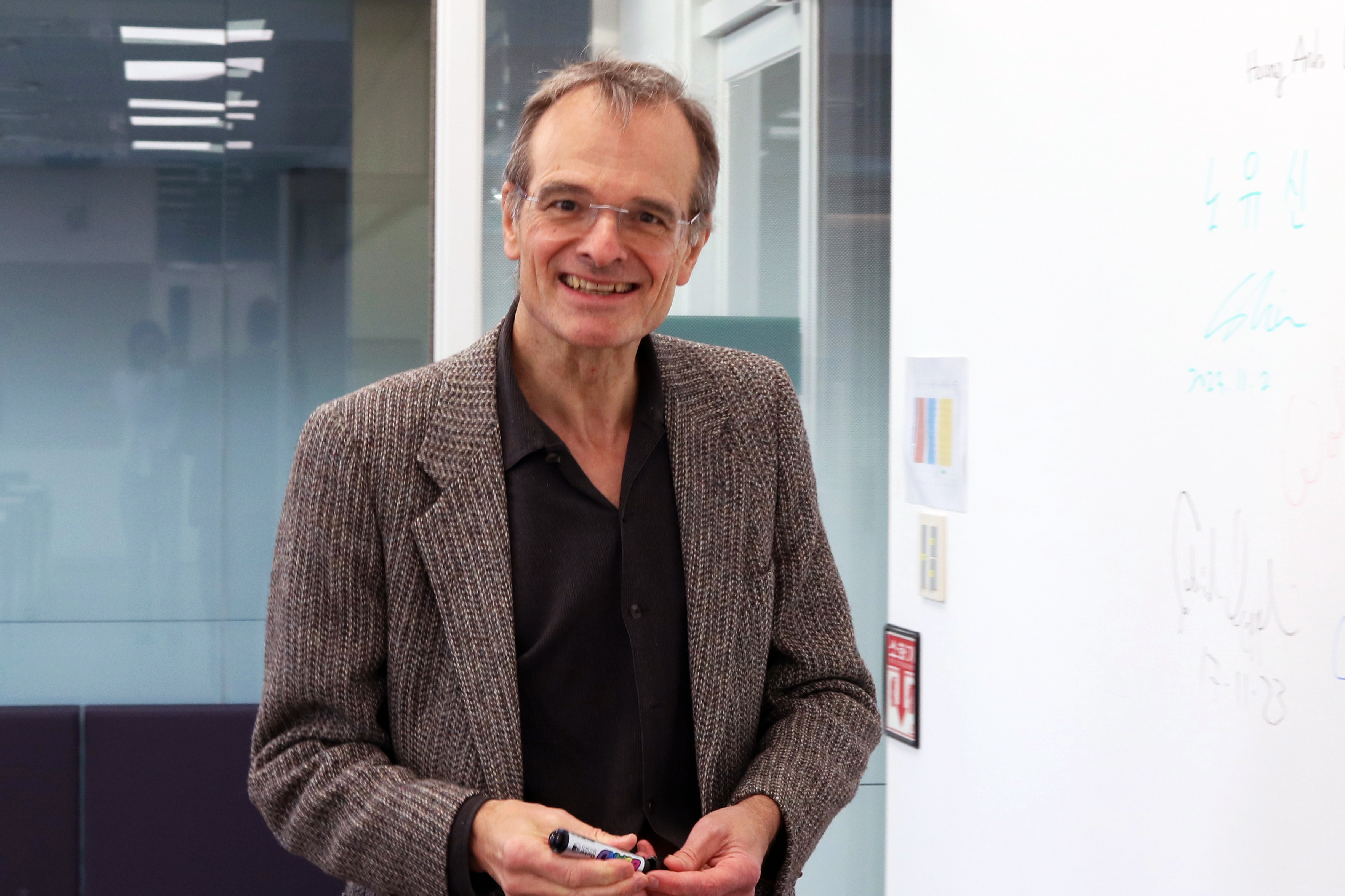
Gabriel Aeppli (2020)

Aeppli zog kurz nach der Geburt mit seinem Vater (einem Mathematiker) in die USA. Er studierte am Massachusetts Institute of Technology, wo er 1978 seinen Bachelor- und Master-Abschluss in Elektrotechnik erhielt (er hat außerdem einen Bachelor-Abschluss in Mathematik) und 1983 promoviert wurde. Er war Forschungsassistent am MIT und industrial co-op-Student von IBM. Ab 1982 war er an den Bell Laboratories angestellt, ab 1993 als Distinguished Member of the Technical Staff. Von 1996 bis 2002 war er Senior Research Scientist bei den NEC Laboratories in Princeton. Ab 2002 war er Quain Professor of Physics am University College London (UCL) und Direktor des London Centre for Nanotechnology (LCN) des UCL und Imperial College, das er mitgegründet hatte. Aeppli folgte 2013 der Berufung als ordentlicher Professor der Physik an die ETH Zürich und an die ETH Lausanne. Er wurde ebenfalls Leiter der Photon Science Division des Paul Scherrer Instituts.
Er untersuchte Quanten-Spin-Fluktuationen und wies deren Rolle bei Hochtemperatursupraleitern nach.
In jüngster Zeit befasste er sich vor allem mit Nanotechnologie und deren Anwendung in Quanteninformatik und Medizin.
2005 erhielt er den Oliver E. Buckley Condensed Matter Prize der American Physical Society für fundamentale Beiträge zu experimentellen Untersuchungen  der Quantenspindynamik und Spin-Kohärenz in Festkörpersystemen (Laudatio), 2003 die Néel Medal (Magnetismus Preis der IUPAP) mit David D. Awschalom und  Hideo Ohno für ihre herausragenden Errungenschaften auf dem Gebiet des Magnetismus quantenelektronischer Systeme. Aeppli war ein Pionier beim Studium magnetischer Korrelationen bei Neutronenstreuung, wobei er die Häufigkeit antiferromagnetischer Korrelationen bei Paramagneten und Supraleitern demonstrierte (Laudatio). 2008 erhielt er die Mott-Medaille für seine sehr einflussreichen Pionierarbeiten über die magnetischen Eigenschaften neuartiger Materialien mit Hilfe von Neutronenstreuung (Laudatio)., 2002 den Wolfson Research Award der Royal Society. Er ist Fellow der Japan Society for the Promotion of Science (1996) und American Physical Society (1997). 2010 wurde er Fellow der Royal Society. 2012 wählte man ihn in die American Academy of Arts and Sciences, 2015 in die National Academy of Sciences und 2020 in die Academia Europaea.

## Schriften
- Neutron Scattering from Random Ferromagnets, 1982
- mit Amit Dutta, Bikas K. Chakrabarti, Uma Divakaran, Thomas F. Rosenbaum, Diptiman Sen: Quantum Phase Transitions in Transverse Field Models, Cambridge University Press, 2015